# 隐世狼女
《狼女》（英語：Bitten）是一部加拿大剧电视剧，于2014年1月11日在Space首播的电视剧。

## 演員和角色
- 劳拉·德沃特（英语：Laura Vandervoort） 飾演 埃琳娜·邁克爾斯
- 葛瑞斯通·霍尔特（英语：Greyston Holt） 飾演 克萊頓·丹弗斯
- 格雷格·布利克（英语：Greg Bryk） 飾演 傑里米·丹弗斯
- 保羅·格林 飾演 菲利浦·麥克亞當斯
- 史蒂夫·隆德（英语：Steve Lund） 飾演 尼克·索倫蒂諾
- 迈克尔·泽维尔（英语：Michael Xavier） 飾演 洛根·喬恩森